# Habenaria warburgana
Habenaria warburgana är en orkidéart som beskrevs av Friedrich Fritz Wilhelm Ludwig Kraenzlin. Habenaria warburgana ingår i släktet Habenaria och familjen orkidéer.
Artens utbredningsområde är Filippinerna. Inga underarter finns listade i Catalogue of Life.